# Barrage de Lavalette
Cet article concerne un barrage édifié en Haute-Loire. Pour celui situé en Corrèze, voir barrage de la Valette.
Le barrage de Lavalette est établi sur le cours du Lignon du Velay, entre les communes de Lapte et de Saint-Jeures, en Haute-Loire, 15 km à l'est d'Yssingeaux. Il est à égale distance du Puy-en-Velay et de Saint-Étienne (Loire). 

## Historique
L'ouvrage, qui a pris la suite du Gouffre d'Enfer (1866) et Pas de Riot (1878), obsolètes et trop petits (1 million de m3 chacun), est le principal pourvoyeur en eau potable de l'agglomération stéphanoise,.
Mis en eau dans les années 1910, le mur est rehaussé de 8 m après la Seconde Guerre mondiale, faisant passer la capacité du réservoir de 5,5 à plus de 40 millions de m3.
Après les crues du Lignon les 20 et 21 septembre 1980, une 4e et dernière vanne a été installée.

## Description de l'aménagement
Le barrage, de type poids, formant un déversoir en saut à ski dans la partie médiane est couronné par une route. Le volume de maçonnerie qui le constitue est de 180 000 m3. La partie ancienne est construite en maçonnerie de moellons au mortier de chaux, la surélévation a été exécutée en béton de ciment. D'une hauteur de 60 m, le barrage de Lavalette a 45 m d'épaisseur à la base et 4 m au sommet. Sa longueur de crête atteint 505 m. La capacité du réservoir actuel atteint 40 millions de m3 environ.
L'évacuation des crues est assurée par quatre vannes secteurs.

## Fonctions
Le barrage est destiné à alimenter en eau potable la ville de Saint-Étienne. L'eau transite par le barrage de la Chapelette, plus modeste, avant d'être acheminée au lieu de consommation via conduite forcée.
Lavalette produit également de l'électricité à l'usine hydro-électrique de Versilhac.
Enfin, le lac recèle une base nautique dans laquelle de la voile peut être pratiquée.